# Alfa Romeo 146
Alfa Romeo 146 – samochód osobowy klasy aut kompaktowych produkowany przez włoską markę Alfa Romeo w latach 1994−2001. Wersja trzydrzwiowa nosiła nazwę 145.

## Opis modelu

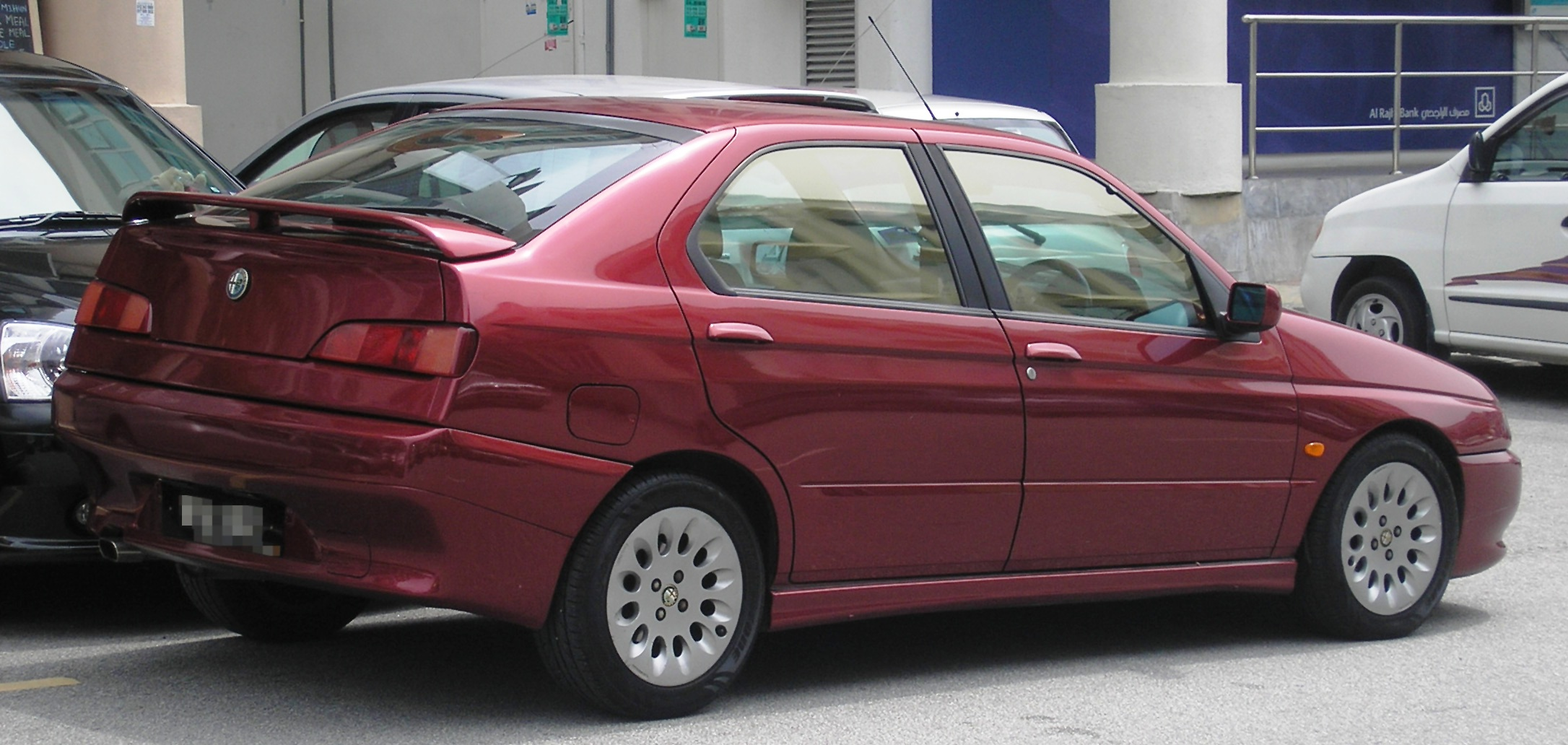
Alfa Romeo 146 – tył

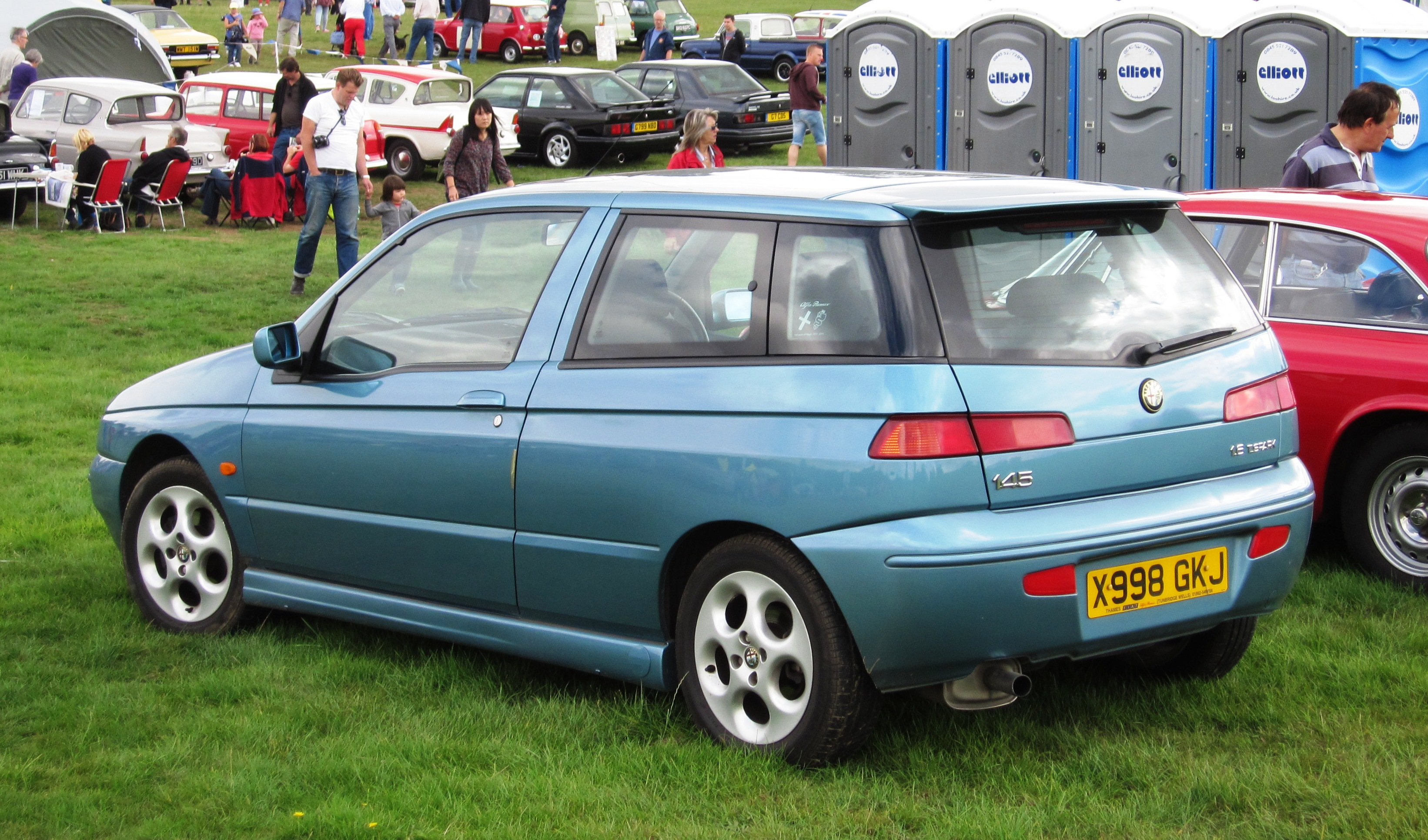
Alfa Romeo 145

Nadwozie obu modeli charakteryzuje się strzelistym przodem i lekko wznoszącą się linią boczną. Tył 145 zakończony jest delikatnym ścięciem. W przeciwieństwie do wielu trójdrzwiowych samochodów, tylne oszklenie boczne sięga aż za uchylną szybę. Tył 146 charakteryzuje masywny zderzak i wysoko zakończona klapa bagażnika połączona z płynnie schodzącą szybą tylną. Przód maski ozdobiony jest typowym dla tej marki trójkątnym logotypem wpasowanym w kratę chłodzenia silnika. W przeciwieństwie do modelu 33, nie wprowadzono wersji z nadwoziem typu kombi.
W 1997 roku zmodernizowano wnętrze samochodu – zmieniono kształt i kolorystykę deski rozdzielczej. Okazją ku temu była zmiana palety silnikowej. Zaprzestano produkcji bokserów i wprowadzono tzw. TS-y. W 1999 roku samochód poddano delikatnemu faceliftingowi nadwozia – zmieniono zderzaki i wlot powietrza do chłodnicy.
Projektantem samochodów byli Chris Bangle (145) i Walter de'Silva (146).

### Bezpieczeństwo
Samochody dostępne były z opcjonalnymi poduszkami powietrznymi oraz systemem ABS. Żadna z organizacji testujących samochody pod kątem bezpieczeństwa (testy zderzeniowe) nie posiada na swoich stronach internetowych danych na temat tych modeli.

### Silniki
Początkowo wykorzystano silniki z modelu 33. Były to trzy silniki typu bokser 1.4 90KM, 1.6 103KM i 1.7 16V 129KM oraz jeden diesel 1.9 TD o mocy 90KM. Silniki bokser posiadały sportowy charakter dzięki krótkiemu skokowi tłoka i sporemu stosunkowi średnicy cylindra do skoku tłoka. Do tego moce, które osiągały przy swoich pojemnościach były stosunkowo duże w porównaniu do innych silników z tamtych lat.
W 1997 roku całkowicie wycofano boksery, zastępując je oszczędniejszymi i mniej kłopotliwymi silnikami typu Twin spark z dwiema świecami zapłonowymi na cylinder.
Lista silników po roku 1997:1.4 i.e. 16V Twin Spark (103KM)
1.6 i.e. 16V T.S. (120KM)
1.8 i.e. 16V (144KM)
1.9 JTD (105KM)
2.0 16V Quadrifoglio Verde (155KM)